# San Marcos de Caiquin
San Marcos de Caiquin är en kommun i Honduras.   Den ligger i departementet Departamento de Lempira, i den västra delen av landet, 150 km väster om huvudstaden Tegucigalpa. Antalet invånare är 4 040. Arean är 94 kvadratkilometer.
Terrängen i San Marcos de Caiquin är kuperad.